# Alternirajući konačni automat
U teoriji automata, alternirajući konačni automat (AKA), jeste nedeterministički konačni automat čiji se prelazi dele na egzistencijalne i univerzalne. Ako je A alternirajući automat:
- za svaki prelaz {\displaystyle (q,a,q_{1}\vee q_{2})}, A nedeterministički odabire prelaz trenutnog stanja u ili {\displaystyle q_{1}} ili {\displaystyle q_{2}} prilikom čitanja a;
- za svaki prelaz {\displaystyle (q,a,q_{1}\wedge q_{2})}, A prelazi u stanja {\displaystyle q_{1}} i {\displaystyle q_{2}} prilikom čitanja ’a’.

Moguće je da se uoči da je zbog univerzalne kvantifikacije sled prelaza predstavljen tzv. stablom izvođenja (engl. run tree). A prihvata w ako „postoji” stablo nad w takvo da baš svaki put stablo završava u prihvatljivom stanju.
Osnovna teorema ima sadržaj da je svaki AKA istovetan nedeterminističkom konačnom automatu (NKA) obavljanjem slične konstrukcije partitivnog skupa — kao što se koristi prilikom konverzije NKA u deterministički konačni automat (DKA). Ova tehnika konstrukcije konvertuje AKA sa k stanja u NKA, i to sa najviše {\displaystyle 2^{k}} stanja.
Alternativni često korišćen model jest onaj u kojem su logičke (buleanske) kombinacije predstavljene kao formule logike sudova. Na primer, pretpostavljajući da su kombinacije u disjunktivnoj normalnoj formi, pri čemu bi {\displaystyle \{\{q_{1}\}\{q_{2},q_{3}\}\}} predstavljalo {\displaystyle q_{1}\vee (q_{2}\wedge q_{3})} tj. stanje tt (tzv. istina) koje je predstavljeno ovako: {\displaystyle \{\{\}\}} (u ovom slučaju), dok je stanje ff (tzv. laž) predstavljeno ovako: {\displaystyle \emptyset }.
Predstavljanje u obliku formula obično je učinkovitije.